# Liste der Kulturdenkmäler in Sohren
In der Liste der Kulturdenkmäler in Sohren sind alle Kulturdenkmäler der rheinland-pfälzischen Ortsgemeinde Sohren aufgeführt. Grundlage ist die Denkmalliste des Landes Rheinland-Pfalz (Stand: 27. Oktober 2023).

## Denkmalzonen
| Bezeichnung                           | Lage                                         | Baujahr  | Beschreibung                          | Bild                           |
| ------------------------------------- | -------------------------------------------- | -------- | ------------------------------------- | ------------------------------ |
| Denkmalzone Jüdischer Friedhof Sohren | nördlich des Ortes; Distrikt Birkenhöhe Lage | vor 1850 | gegründet vor 1850 (?), 47 Grabsteine | weitere Bilder Fotos hochladen |

## Einzeldenkmäler
| Bezeichnung                         | Lage                                 | Baujahr                | Beschreibung | Bild                           |
| ----------------------------------- | ------------------------------------ | ---------------------- | --- | ------------------------------ |
| Bahnhof Sohren                      | Bahnhofstraße 1 Lage                 | um 1907                | vielgliedriger Krüppelwalmdachbau, teilweise Bruchstein und verputzt oder verschiefert, um 1907; Verladestation, Fachwerk | weitere Bilder Fotos hochladen |
| Kriegerdenkmal                      | Hauptstraße, Ecke Denkmalstraße Lage | 1934                   | Sandsteinskulptur unter Oktogon, 1934; bauliche Gesamtanlage                                                              | weitere Bilder Fotos hochladen |
| Evangelische Kirche                 | Kirchstraße Lage                     | spätes 15. Jahrhundert | Chorturm, spätes 15. Jahrhundert, barocker Saalbau, 1761/62                                                               | weitere Bilder Fotos hochladen |
| Katholische Pfarrkirche St. Michael | Pfarrstraße Lage                     | 1907                   | neugotischer Backsteinbau, 1907, Architekt Eduard Endler, Köln                                                            | weitere Bilder Fotos hochladen |
| Wasserturm                          | Turmstraße, neben Nr. 2a Lage        | um 1909                | Wasserturm der Hunsrückquerbahn, um 1909                                                                                  | weitere Bilder Fotos hochladen |